# Блатно кокиче (защитена местност)
Блатно кокиче е защитена местност в България. Намира се в землището на село Кранево, област Добрич.
Защитената местност е с площ 148,84 ha. Обявена е на 10 ноември 2009 г.
В защитената местност се забраняват:
- събирането на диворастящи плодове, семена и растения;
- извеждането на сечи освен отгледни и санитарни;
- ловът и риболовът;
- строителството;
- реконструкцията на тополовите култури и замяната им с характерни за района дървесни видове.[1]